# رزومه (بریتانیا)
همچنین ببینید: رزومه
رزومه (انگلیسی: Curriculum vitae) (CV) سندی است که خلاصه‌ای از سوابق حرفه‌ای و تحصیلی و همچنین مهارت‌ها و دستاوردهای مربوطه را ارائه می‌کند. معمولاً هنگام درخواست برای موقعیت‌های علمی، کمک هزینه‌های تحقیقاتی، بورسیه‌ها یا فرصت‌های دیگر در دانشگاه یا تحقیقات استفاده می‌شود. CV طولانی تر و دقیق تر از رزومه است و شامل بخش هایی مانند تحصیلات، تجربه کاری، انتشارات، ارائه ها، جوایز و وابستگی های حرفه ای است.